# Postanarchismus
Unter Postanarchismus werden verschiedene theoretische Auseinandersetzungen mit poststrukturalistischen und postmodernen Theorien aus anarchistischer Perspektive zusammengefasst. Der Postanarchismus stellt keine kohärente Theorie dar, sondern umfasst wie der Poststrukturalismus (Michel Foucault, Gilles Deleuze), der Postfeminismus (Judith Butler) und der Postmarxismus (Ernesto Laclau, Chantal Mouffe) eine ganze Reihe unterschiedlicher theoretischer Auseinandersetzungen.
Das Präfix Post steht für eine Infragestellung und Verwerfung von einigen Grundannahmen des klassischen Anarchismus. Anarchistische Ziele werden nicht aufgegeben, sondern es geht darum „die gesellschaftlichen Transformationen der letzten Jahrzehnte, die neuen Erkenntnisse und gesellschaftlichen Diskurse kritisch zu reflektieren.“

## Theorie
Innerhalb des Postanarchismus gilt das Menschen- und Weltbild des klassischen Anarchismus als überholt. Das Verständnis von Herrschaft hat sich verändert und erweitert. Seit der Begründung des klassischen Anarchismus hat sich die Realität des Staates und des Kapitalismus verändert, um diese im Sinne des Anarchismus zu analysieren, ist es notwendig sich in der postmodernen und poststrukturalistischen Werkzeugskiste zu bedienen. Deleuze, Derrida, Judith Butler, Lacan, Lyotard, Michel Foucault und andere sind keine Anarchisten, trotzdem sind ihre theoretischen Arbeiten für eine Aktualisierung des Anarchismus von großer Bedeutung.
Im Postanarchismus werden einige Ansätze des Poststrukturalismus übernommen: die Dezentrierung des Subjekts und dessen diskursive Produktion, die Denaturalisierung von Körper und Sexualität, die Zurückweisung der Repressionshypothese, die Dekonstruktion der binären Ordnung westlicher Denksysteme, vor allem Natur und Kultur, weiblich und männlich, öffentlich und privat, Geist und Materie und die Dekonstruktion der Kategorie „Geschlecht“ durch den feministischen Poststrukturalismus. Ebenfalls fließt Foucaults Genealogie der Macht in den Postanarchismus ein, hier ist die Macht produktiv und es gibt „kein außerhalb der Macht“. Erst wenn sie erstarrt, wird sie zu Herrschaft.
Innerhalb des Postanarchismus steht Todd May für einen „poststrukturalistischen Anarchismus“, dessen Grundlage die poststrukturalistischen Auffassungen von Macht und Herrschaft bei Foucault ist. Des Weiteren bezieht er sich auf Lyotard.
Saul Newman bezieht sich außer auf Foucault auf Deleuze, Lacan und Derrida. Er kritisiert die klassischen Anarchisten, wie etwa Michail A. Bakunin oder Pjotr A. Kropotkin, da sie sich „essentialistisch“ auf eine gute menschliche Natur bezögen. Der Staat als deren Verderber müsse abgeschafft werden. Für Newman ist dies ein manichäisches Weltbild, welches lediglich die Umkehrung von Thomas Hobbes’ Leviathan darstellt, wo der „gute“ Staat die „böse“ menschliche Natur unterwirft. Diese Vorstellungen von Macht und Herrschaft hält Newman nach den Untersuchungen von Foucault u. a. nicht mehr für haltbar. Er bezieht sich aber nicht nur auf die poststrukturalistischen Denker, sondern überraschenderweise auch auf den 150 Jahre vor ihnen wirkenden, von Bakunin, Kropotkin und den meisten Anarchisten nicht geschätzten Max Stirner. Ihn bezeichnet er als „Proto-Poststrukturalisten“, der sogar über Foucault et al. hinausgewiesen und, im Gegensatz zu diesen, einen Ansatzpunkt für heute aktuelle Ideologiekritik gefunden habe.
Lewis Call sieht eine anarchistische Politik in der Arbeit von Friedrich Nietzsche. Er bezieht sich dabei auf die Kritik des cartesianischen Konzepts des Subjekts. Bei Nietzsche finden wir eine Anarchie des Subjekts, die eine radikale Form der Anarchie ermöglicht: die Anarchie des Werdens. Das Werden der Anarchie hat keinen Zielzustand, mündet nicht in einem „Sein“. Die Anarchie ist kein Endzustand einer Entwicklung, keine statische Form der Gesellschaft, sondern ein permanentes Werden.

### Forderungen des Postanarchismus
Innerhalb der anarchistischen Debatten des deutschsprachigen Raums spielt der Begriff keine wesentliche Rolle. Die Diskussionen, die anderswo unter Postanarchismus zusammengefasst werden, finden im generellen anarchistischen Diskurs statt.
So schreibt der Autor Oskar Lubin: „Der klassische Anarchismus ist nicht passé, bedarf aber angesichts theoretischer Entwicklungen und veränderter Verhältnisse einiger Revisionen“. (In Graswurzelrevolution Nr. 318, 2001).
Der klassische Anarchismus, wie zum Beispiel von P.J. Proudhon, M. Bakunin, P. Kropotkin, Gustav Landauer, John Henry Mackay und Erich Mühsam, hatte die zu seiner Zeit geltenden politischen Unterdrückungs- und Ausbeutungspraktiken zu berücksichtigen, die sich im 21. Jahrhundert geändert haben. Die Herrschafts- und Machtverhältnisse in der zweiten Hälfte des 19. Jahrhunderts und Anfang des 20. Jahrhunderts waren anders organisiert. Der Postanarchismus versucht den traditionellen beziehungsweise klassischen Anarchismus mit den mittlerweile erweiterten Theorien und Erkenntnissen sozialer Bewegungen zu konfrontieren mit der Vorstellung, dass die Anarchie (Herrschaftslosigkeit) sich auf die Gegebenheiten des heutigen Kapitalismus, den veränderten Produktionsbedingungen sowie den politischen Verhältnissen in den westlichen Industriestaaten, zum Beispiel der Demokratie (Volksherrschaft), einstellt. So sollte der Anarchismus demgemäß auf andere Weise gestaltet werden. Es wäre notwendig, den Anarchismus in Theorie und Praxis zu überdenken und eine Revision vorzunehmen.
„Wo der Anarchismus sich an der Aufklärung orientiert und auf ihr Subjekt setzt, muss er also – gemessen an seinem eigenen Anspruch einer herrschaftsfreien Welt! – erneuert, revidiert, überarbeitet werden. Auf der zweiten Ebene entsteht die Notwendigkeit, den Anarchismus zu überdenken, aus den veränderten gesellschaftlichen Bedingungen: Aus verlorenen Kämpfen und veränderten Produktions- und Reproduktionsregimen“.
Die unterschiedlichen Diskussionen und Theorien zu diesem Thema, wie der Anarchismus im 21. Jahrhundert neu gestaltet werden sollte, sind noch nicht deutlich herauskristallisiert und die Debatten werden hierüber wohl weitergeführt von den Vertretern des Postanarchismus.